# Benedek Pál (vegyészmérnök)
Benedek Pál (Budapest, 1921. április 26. – Budapest, 2009. szeptember 6.) vegyészmérnök, fizikokémikus, a Magyar Tudományos Akadémia tagja.

## Élete
Benedek Pál tudományos érdeklődése főként a vegyipari műveleti egységek és hálózataik szabatos matematikai leírására, működésük számítógépes szimulálására terjedt ki. Tevékenységét a BME Kémiai Technológiai Tanszékén, Varga József mellett kezdte. Az ötvenes évek elejétől a Veszprémi Vegyipari Egyetemen a Fizikai Kémiai Tanszék tanszékvezető tanára és a Magyar Ásványolaj- és Földgázkísérleti Intézet Fizikai Kémiai Osztályának vezetője, utóbb az Intézet igazgatóhelyettese. A hatvanas évektől a Nehézipari Minisztérium, majd a Vegyipari Egyesülés Műszaki Főosztályának munkatársa. A Vegyipari Egyesülés Mérnöki Irodájában a korszerű matematikai módszerek bevezetésén dolgozott. Az Eötvös Loránd Tudományegyetem tanáraként a Kémiai Kibernetikai Laboratóriumot vezette. Számos könyv szerzője. Kiemelkedő hatású volt László Antallal közösen írt műve, A vegyészmérnöki tudomány alapjai. Számos könyvét fordították le idegen nyelvre.
Színes életfolyamjában folytatott egyetemi tanulmányokat a párizsi Sorbonne-on ill. volt vendégprofesszor a Yale Egyetemen.
Ahhoz az elveszőben lévő embertípushoz tartozott, akit szokás (volt) européernek, vagy polihisztornak mondani. A természettudományon kívül otthonos volt a filozófiától a színháztörténetig a kultúra számos területén.
Benedek Pált a Magyar Tudományos Akadémia saját halottjának tekintette.

## Díjai
- Wartha Vince-emlékérem (1965)
- Akadémiai Díj (1970)

## Főbb művei
- A vegyészmérnöki tudomány alapjai (László Antallal közösen)
- A modul elv : akadémiai székfoglaló : 1988. február 16